# Harras (metropolitana di Monaco di Baviera)
Harras è una stazione di metropolitana di Monaco di Baviera.
È servita dalla linea U6, ed ha due binari.